# Transportul feroviar în Franța
Transportul feroviar din Franța este în mare parte operat de SNCF (Société Nationale des Chemins de fer Français), compania națională de cale ferată. Franța are ca lungime a doua rețea de cale ferată din Uniunea Europeană, cu un total de 29.901 de kilometri. Din aceștia 15.141 km sunt electrificați, iar 1.876 km sunt linii de mare viteză (TGV).

## Legături externe
- RFF - Réseau Ferré de France Arhivat în 13 mai 2020, la Wayback Machine.